# Quint Gel·li Canus
Quint Gel·li Canus (en llatí: Quintus Gellius Canus), era un cavaller romà que va viure al segle i aC. Era amic de Tit Pomponi Àtic i fou proscrit per Marc Antoni l'any 43 aC per la seva amistat amb Pomponi Àtic. Probablement la seva filla Cana va estar promesa en algun moment amb Quint Tul·li Ciceró el jove.